# Catherine Grojean
Catherine Grojean est une nageuse française née le 24 avril 1947 à Casablanca.
Elle est membre de l'équipe de France aux Jeux olympiques d'été de 1968 où elle prend part au 100 mètres papillon et au 100 mètres nage libre ; elle est éliminée dans les deux cas en séries.
Elle a été championne de France de natation en bassin de 50 mètres sur 100 mètres papillon aux étés 1967 et 1968, ainsi qu'aux hivers 1968 et 1969.
Pendant sa carrière, elle a évolué en club à Lyon Natation et au Club des Vikings de Rouen.
Elle a été la compagne  de Guy Boissière.